# Мољијоти (Асти)
Мољијоти је насеље у Италији у округу Асти, региону Пијемонт.
Према процени из 2011. у насељу је живело 76 становника. Насеље се налази на надморској висини од 185 м.